# Благодатне (Казанський район)
Благода́тне (рос. Благодатное) — присілок у складі Казанського району Тюменської області, Росія.
Населення — 287 осіб (2010, 309 у 2002).
Національний склад станом на 2002 рік:
- росіяни — 55 %
- казахи — 38 %